# Turkije op de Olympische Winterspelen 1992
Tijdens de Olympische Winterspelen van 1992, die in Albertville (Frankrijk) werden gehouden, nam Turkije voor de tiende keer deel.

## Deelnemers en resultaten

### Alpineskiën
| Olympiër       | Discipline       | Resultaat | Prestatie                        |
| -------------- | ---------------- | --------- | -------------------------------- |
| Yakup Birinci  | super g (m)      | 82e       | 1.30,40 (+17,36)                 |
| Yakup Birinci  | reuzenslalom (m) | 75e       | 2.48,12 (+41,14) 1.24,73+1.23,39 |
| Cevdet Can     | super g (m)      | 88e       | 1.37,97 (+24,93)                 |
| Cevdet Can     | reuzenslalom (m) | 70e       | 2.46,40 (+39,42) 1.23,62+1.22,78 |
| Cevdet Can     | slalom (m)       | 51e       | 2.28,45 (+44,06) 1.15,21+1.13,24 |
| Ahmet Demir    | super g (m)      | dnf       | opgave                           |
| Ahmet Demir    | reuzenslalom (m) | 67e       | 2.45,26 (+38,28) 1.23,00+1.22,26 |
| Ahmet Demir    | slalom (m)       | dnf-1     | opgave run 1                     |
| Taner Üstündağ | super g (m)      | 77e       | 1.28,24 (+15,20)                 |
| Taner Üstündağ | reuzenslalom (m) | 60e       | 2.38,95 (+31,97) 1.20,44+1.18,51 |
| Taner Üstündağ | slalom (m)       | 45e       | 2.17,78 (+33,39) 1.09,13+1.08,65 |

### Langlaufen
| Olympiër        | Discipline                    | Resultaat | Prestatie                                 |
| --------------- | ----------------------------- | --------- | ----------------------------------------- |
| Fikret Ören     | 10 km klassiek (m)            | 96e       | 37.03,7 (+9.27,7)                         |
| Fikret Ören     | achtervolging 10 km+15 km (m) | 83e       | +16.38,2 (10 km:37.03 + 15 km:45.13,1)    |
| Celal Şener     | 10 km klassiek (m)            | 103e      | 38.25,4 (+10.49,4)                        |
| Celal Şener     | achtervolging 10 km+15 km (m) | 90e       | +19.45,6 (10 km:38.25 + 15 km:46.58,5)    |
| Mithat Yıldırım | 10 km klassiek (m)            | 93e       | 36.36,8 (+9.00,8)                         |
| Mithat Yıldırım | achtervolging 10 km+15 km (m) | dns       | opgave (10 km:36.36 + 15 km:niet gestart) |
| Abdullah Yılmaz | 10 km klassiek (m)            | 102e      | 38.22,1 (+10.46,1)                        |
| Abdullah Yılmaz | achtervolging 10 km+15 km (m) | dns       | opgave (10 km:38.22 + 15 km:niet gestart) |

Algerije · Amerikaanse Maagdeneilanden · Andorra · Argentinië · Australië · België · Bermuda · Bolivia · Brazilië · Bulgarije · Canada · Chili · China · Chinees Taipei · Costa Rica · Cyprus · Denemarken · Duitsland · Estland · Filipijnen · Finland · Frankrijk · Gezamenlijk team · Griekenland · Groot-Brittannië · Honduras · Hongarije · Ierland · IJsland · India · Italië · Jamaica · Japan · Joegoslavië · Kroatië · Letland · Libanon · Liechtenstein · Litouwen · Luxemburg · Marokko · Mexico · Monaco · Mongolië · Nederland · Nederlandse Antillen · Nieuw-Zeeland · Noord-Korea · Noorwegen · Oostenrijk · Polen · Puerto Rico · Roemenië · San Marino · Senegal · Slovenië · Spanje · Swaziland · Tsjecho-Slowakije · Turkije · Verenigde Staten · Zuid-Korea · Zweden · Zwitserland